# Улица Лермонтова (Вологда)
У́лица Ле́рмонтова (бывшая Александровская улица и Устье Золотухи) — улица в Вологде, расположенная в историческом районе Нижний Посад. Проходит между Пречистенской набережной и Предтеченской улицей. С южной (нечётной) стороны к улице примыкает площадь Революции и Детский парк.
До 16 октября 1918 года улица именовалась Александровской (от улицы Ленина до улицы Предтеченской) и Устьем Золотухи (от Пречистенской набережной и улицей Ленина). 18 апреля 1951 года улица именовалась Клубной и Возрождения (от Рыбнорядского моста до улицы Ленина). 16 октября 1918 года Александровская улица переименована в улицу Возрождения, а Устье Золотухи переименовано в улицу Клубную 9 мая 1936 года. 18 апреля 1951 года улицы Клубная и Возрождения объединены в улицу Лермонтова. Современная трасса улицы появилась после принятия первого генерального плана Вологды в 1783 году. В XVII веке территория, примыкающая к улице, называлась Рощенье и была застроена дворами посадских людей.
Самое старое сооружение, находящееся в непосредственной близости к улице — церковь Иоанна Предтечи в Рощенье, построенная в 1710 году. Не позднее 1780-х годов появилась усадьба М. А. Колычёва, позднее перестроенная в дом Дворянского собрания (дом № 21). Остальные сохранившиеся дома на улице Лермонтова построены в течение XX века.